# 金丝卷管螺
金丝卷管螺（学名：Gemmula congener cosmoi），是新腹足目卷管螺科珠环卷管螺属的一种。主要分布于韩国、中国大陆、台湾，常栖息在泥沙质海底、潮下带。